# ストリンガシステム
ストリンガシステムは、ベルトブランドGIORGIO STAMERRA（ジョルジオ・スタメッラ）から2016年10月に発売されたベルトの革部分だけを交換するしくみの総称。（運営会社株式会社チャイルド発案）
交換する革の部分だけをSTRINGA（ストリンガ）といい、『ベルトの新しい付き合い方』として当システムを提唱している。
イタリア・ミラノの工場で生産されており、当工場はメイドインイタリアを保護する政府公認機関から与えられたIPTIマークを取得している。

## ストリンガ対応バックルの条件
- ベルトのサイズ調整をする為に一旦バックルから分離する事が出来る
- ベルト幅が3cm若しくは3.5cmである
- バックル自体にベルトループが付いている

上記3点に該当する物はストリンガシステム対応のバックルである可能性が高いが、現在具体的な基準が無い為、確認が必要。

## 対応バックルの存在が確認できているブランド
- dunhill ダンヒル
- Cartier カルティエ
- BVLGARI ブルガリ
- GUCCI　グッチ
- Brooks Brothers　ブルックスブラザース
- HERMES　エルメス
- LOUIS　VUITTON　ルイ・ヴィトン
- BURBERRY　バーバリー
- Salvatore Ferragamo　サルヴァトーレ・フェラガモ
- Paul Smith　ポールスミス